# Нейман, Джонни
Карл Джон «Джонни» Нейман (англ. Carl John "Johnny" Neumann; 11 сентября 1951 года, Мемфис, штат Теннесси — 23 апреля 2019 года, Оксфорд, штат Миссисипи) — американский профессиональный баскетболист, выступавший в Американской баскетбольной ассоциации, отыграв пять из девяти сезонов её существования, а также два неполных сезона в Национальной баскетбольной ассоциации.

## Ранние годы
Джонни Нейман родился 11 сентября 1951 года в городе Мемфис (штат Теннесси), посещал среднюю школу Овертон, в которой играл за местную баскетбольную команду.